# Eleições parlamentares europeias de 1979 (Países Baixos)
As eleições parlamentares europeias de 1979 nos Países Baixos foram realizadas a 7 de junho para eleger os 25 assentos do país para o Parlamento Europeu.

## Resultados Oficiais
| Partido                 | Partido                                       | Votos     | %               | Deputados |
| ----------------------- | --------------------------------------------- | --------- | --------------- | --------- |
|                         | Apelo Democrata-Cristão                       | 2 017 743 | 35,60 / 100,00  | 10 / 25   |
|                         | Partido do Trabalho                           | 1 722 240 | 30,39 / 100,00  | 9 / 25    |
|                         | Partido Popular para a Liberdade e Democracia | 914 787   | 16,14 / 100,00  | 4 / 25    |
|                         | Democratas 66                                 | 511 967   | 9,03 / 100,00   | 2 / 25    |
|                         | Partido Político Reformado                    | 126 412   | 2,23 / 100,00   | 0 / 25    |
|                         | Partido Comunista                             | 97 343    | 1,72 / 100,00   | 0 / 25    |
|                         | Partido Socialista Pacífico                   | 97 243    | 1,72 / 100,00   | 0 / 25    |
|                         | Partido Político dos Radicais                 | 92 055    | 1,62 / 100,00   | 0 / 25    |
|                         | Aliança Política Reformada                    | 62 610    | 1,10 / 100,00   | 0 / 25    |
|                         | Outros                                        | 24 903    | 0,40 / 100,00   | 0 / 25    |
| Votos Inválidos         | Votos Inválidos                               | 33 300    | 0,58 / 100,00   |           |
| Total                   | Total                                         | 5 700 603 | 100,00 / 100,00 | 25 / 25   |
| Eleitorado/Participação | Eleitorado/Participação                       | 9 808 176 | 58,12 / 100,00  |           |
| Fonte                   | Fonte                                         | [ 1 ]     | [ 1 ]           | [ 1 ]     |